# 近田雄一
近田 雄一（ちかだ ゆういち、1976年9月28日 - ）は、NHKのアナウンサー。

## 人物
神奈川県秦野市生まれ横浜市出身。神奈川県立厚木高等学校、早稲田大学政治経済学部卒業後、1999年入局。鉄道好き（乗り鉄、撮り鉄）であり、虫好きでもある。好きな食べ物は、甘いもの。

### 挿話
- 鉄道好きであることは[1]、担当番組のブログで度々取り上げている[2][3]。
- 静岡放送局時代、引退間近の新幹線0系電車をJR浜松駅からニュース番組『おはよう静岡』で中継し、これが自身のテレビ中継デビューとなった[4]。
- 2017年に大阪放送局に赴任してから２年間で、近畿地方のJR線を乗り尽した[5]。
- その後、2021年出演のラジオ番組『鉄旅・音旅 出発進行!～音で楽しむ鉄道旅～』の中で、嵯峨野トロッコ列車以外の近畿2府4県全ての鉄道に乗車したことを明かし、番組では自ら録り溜めた、関西で今も走り続ける国鉄型電車の音を中心に披露した。なお番組の出演は、近田本人たっての希望により実現した。2023年12月29日放送のてつおと年末特番『ゆく鉄くる鉄 鉄道ラブラブアナウンサー大集合! 鉄道ニュース列島リレー号』の中で、関西の鉄道に完乗し、2周り目に突入したことが紹介された。
- 2022年5月25日放送の歴史教養番組『歴史探偵』で鉄道開業150年に関する企画において探偵として出演し、スタジオに設置された鉄道模型のセットに私物の鉄道模型車両を走らせ番組内で紹介した。

## 出演番組ほか

### 現在
- しまねっとNEWS610（メインキャスター：2025年4月7日 - ）（森下桂人と隔週で担当）
- 島根県内のニュース・気象情報
- 鉄オタ選手権（ナレーション・出演：2017年4月 - 不定期放送）[4]

### 過去
静岡放送局時代
- 静岡県のニュース・中継・リポート
- おはよう静岡

青森放送局時代
- 青森県のニュース・中継・リポート
- 生中継 ふるさと一番!（2006年10月16日・17日）中継お届け人、旅人：藤波辰爾
- あっぷるワイド
  - 青森局のテレビ・ラジオの局名告知は現在も担当。

東京アナウンス室時代（2008年8月 - 2016年度）
- ゆうどきネットワーク - 主にリポート
- NHKニュースおはよう日本 - 中継リポーター
- NHK BSニュース（2時 - 6時担当、不定期）
- 昆虫王国 ラオス チョウの華麗な舞に迫る（ナレーション：2010年9月6日 NHK BShi）
- 2011年3月の東北地方太平洋沖地震では、水戸放送局に応援で派遣され、災害情報を中心にローカルニュースを担当した。
- ふるさと自慢うた自慢&ふるさと自慢コンサート
- 着信御礼!ケータイ大喜利（2011年5月15日）
- Bizスポ（2011年8月8日 - 19日）堀潤の代役でメインキャスターを担当
- スタジオパークからこんにちは（司会：2010年4月5日 - 2012年3月19日）

※2009年度までの「日本放送番組研究所」（NHK）に代わり「近田の特ダネ」（近ダネ）の自称・敏腕リポーターとして、ゲストの出演する番組について解説したり、ゲストと同番組に出演している共演者へのインタビューを担当した。また、前年度までの男性キャスターと同じく「暮らしの中のニュース解説」の聞き手も務めた。2010年度は「ここが聞きたい」のコーナーには出演していなかったが、2011年度は当時女性キャスターの青山祐子と共にゲストにインタビューするようになった。
- Bizプラス（キャスター：2012年4月2日 - 2013年3月）
- NHKニュースおはよう日本（阿部渉のキャスター代行：2013年8月19日 - 23日、2014年8月4日 - 8日、2015年8月17日 - 21日、2016年8月8日 - 12日）
- クローズアップ現代 （国谷裕子のキャスター代行：2014年4月 - 2015年3月）
- プレミアムよるドラマ 最後のレストラン（第4皿・2016年5月17日放送） - レストラン客役
- 英語で読む村上春樹 パン屋再襲撃（原文朗読：2016年6月12日 - 2016年10月23日 全15回）
- NHKスペシャル 未解決事件 File.05 ロッキード事件 第1部 ドラマ前編 未解決事件外伝～ロッキード事件と田中角栄の時代～（語り：2016年7月23日）
- NHKスペシャル 未解決事件 File.05 ロッキード事件 第3部 ドキュメンタリー 日米の巨大な闇 40年目のスクープ（語り：2016年7月24日）
- NHKニュースおはよう日本（キャスター：2013年4月6日 - 2017年4月2日）（土曜・日曜・祝日）
- NHKニュースおはよう日本・関東甲信越（キャスター：2013年4月6日 - 2017年4月2日）（土曜・日曜・祝日）
- NHKニュース（午前10時：土曜・日曜・祝日）（午前9時：祝日）（2013年4月6日 - 2017年4月2日）
- ダーウィンが来た! 〜生きもの新伝説〜（ナレーション：2012年9月9日 - 2017年6月25日）
- 先人たちの底力 知恵泉（Eテレ）（二代目店主：2015年4月 - 2017年3月）

大阪放送局時代（2017年度 - 2024年度）
- ニュースほっと関西→ほっと関西
  - メインキャスター[1]（2017年4月3日 - 2019年3月29日）
  - 二宮直輝のキャスター代行（2020年5月19日 、20日、2022年11月11日、2023年2月8日、3月27日 - 31日）
  - 小山径のキャスター代行（2023年6月26日 - 29日、8月28日 - 31日、11月13日、14日、2024年2月6日）
- 堺市長選 開票速報（メインキャスター：2017年9月24日）
- 2019年10月の令和元年東日本台風（台風19号）では、長野放送局に応援で派遣され、災害情報を中心にローカルニュースを担当した。
- ごごナマおいしい金曜日（大阪放送局発）（司会：2019年4月5日 - 2020年3月6日）
- ウイークエンド関西（キャスター：2019年4月6日 - 2020年3月28日）
- 歴史探偵[6]
  - パイロット版（レギュラー放送化前）（探偵役：2019年12月18日、2020年3月25日、2020年12月2日）
  - レギュラー放送（探偵役：2019年12月18日 - 2025年3月26日）
- かんさい熱視線（キャスター：2020年4月3日 - 2025年3月19日）[7]
- クローズアップ現代+ 「コロナショック　苦渋の解雇の裏で ～密着・あるバス会社の3か月～」（ナレーション：2020年4月21日）
- 歴史秘話ヒストリア「病 災害 江戸の先人かく戦えり エピソード2 天保の大飢饉 二宮金次郎の挑戦」（二宮金次郎 声：2020年7月22日）
- 関西発ラジオ深夜便 かんさいストーリー 「今日われ生きてあり」より『海紅豆咲くころ』（朗読：2020年8月21日）
- NHKスペシャル「巨大地震と“未治療死” 〜阪神・淡路から26年 災害医療はいま〜」（ナレーション：2021年1月17日）
- ストーリーズ「だれも独りにさせへん～コロナ禍の冬　苦闘の記録～」（ナレーション：2021年2月15日）
- 渋沢栄一 in パリ万博[8]（司会・リポーター：2021年2月20日 BSプレミアム）
- ノッて♪行こうスペシャル（シークレットゲスト：2021年3月14日、11月6日）[9]
- 鉄旅・音旅 出発進行! ～音で楽しむ鉄道旅～「僕と私のてつおとセレクション」[10]（2021年6月11日 大阪拠点放送局からリモート出演）
- 列島ニュース（キャスター：2021年7月12日、10月25・26日、2024年6月13日、6月18日、7月2日、9月3日、9月10日、9月30日、10月17日、11月13日、2025年1月22日[11][12]、2月13日）
- おはよう関西[13]（キャスター代行：2021年7月29日、7月30日）
- 決戦!大坂の陣[14]（司会・リポーター：2021年12月30日 BSプレミアム）
- 連続テレビ小説 カムカムエヴリバディ（俳優：第10週「1962」第45話・第46話及び第12週「1963-1964」第55話、2022年1月5日・6日及び19日放送） - 八木治郎役[15]
- 「ダーウィンが来た!15周年（1）みんなで選ぶ!リクエストスペシャル」- 番組放送15周年を記念し、ナレーションを担当した歴代アナウンサーの一人として出演（2022年3月13日）
- 決戦!源平の戦い[16]（司会・リポーター：2022年4月9日 BSプレミアム、NHK-BS4K）
- 京コトはじめ「〜京で着継がれる 和装のこころ〜」（ナレーション：2022年5月13日）
- 歴史探偵ファンミーティング　タイムスリップ!秀吉の大坂城（探偵：2022年7月2日　イベント）
- 参院選開票速報 2022（メインキャスター：2022年7月10日 ラジオ第1大阪）
- 京コトはじめ「禅のこころを伝える 精進料理」（ナレーション：2022年9月30日）
- NHKラジオ鉄道大博覧会（司会：2022年10月10日 -  鉄道博物館、リニア・鉄道館、京都鉄道博物館の全国3大「鉄道博物館館長」が語る鉄道開業150年と10大ニューストーク）
- 祝!鉄道150年 鉄オタ選手権祭（司会：2022年10月14日 ラジオ第1大阪）[17]
- 鉄オタ選手権 向上委員会（司会：2022年10月14日 ライブ配信）[18]
- ニュース きん5時（武田真一のキャスター代行：2022年11月4日）
- 歴史探偵ファンミーティング in BKワンダーランド（探偵：2022年11月5日　イベント）
- ほっと関西 （月1回放送されているコーナー「ええやん!ブック」リポーター：2022年12月8日）大阪モノレールの全駅に設置されているミニ図書館、モノレール文庫を取材し、番組内で運転士さんお薦めの本3冊を紹介した。またモノレール文庫の紹介前には、近田が実況しながら大阪モノレールに乗車する場面も放送され、この実況の模様はネットでも公開された[19]。
- 京コトはじめ「古都が育んだ刀」（ナレーション：2023年1月20日）
- 決戦!関ヶ原Ⅱ大名たちの野望（司会・リポーター：2023年2月4日 BSプレミアム）
- かんさい熱視線 関西とウクライナ知られざる100年[20]（司会：2023年2月18日 イベント）
- 古代ローマスペシャル　皇帝ネロの黄金宮殿（ナレーション：2023年3月4日 BSプレミアム）
- 2023統一地方選開票速報（2023年4月9日、4月23日）
- 君の声を読む〜朝までアナリレー〜[21]（朗読：2023年5月12日）
- 高知らんまん祭り in NHK大阪 「歴史探偵・坂本龍馬トークショー」（司会探偵：2023年5月21日　イベント）
- 鉄オタ選手権　夏休み出前講座～京阪電車 SANZEN-HIROBAの陣～[22]（司会：2023年7月22日 イベント）
- 司馬遼太郎の生誕100年 司馬遼太郎 雑談 「昭和」への道 全12回 アンコール放送 （案内役：2023年8月25日）
- 京セラ名誉会長の稲盛和夫氏をしのび2014年放送の稲盛氏出演の100年インタビュー、2005年放送のプロジェクトＸ、2013年放送のドキュメンタリーのアンコール放送（案内役：2023年8月26日）
- 関西発ラジオ深夜便 かんさいストーリー『クズの葉ものがたり』（朗読：2023年9月16日）
- どうする家康 × 歴史探偵コラボ「どうする家康 名場面総選挙結果発表スペシャルトーク!!」（司会：2023年10月8日 ライブ配信）
- BK大感謝祭[23]「カムカムエヴリバディ」の舞台裏を語る!城田優トークショー」（司会：2023年11月3日 イベント）
- BK大感謝祭「鉄オタ選手権　関西私鉄大集合スペシャル第二戦[24]」（客席リポーター：2023年11月5日 公開収録）
- BK大感謝祭「歴史探偵 ファンミーティング 決戦!関ケ原」（東軍探偵：2023年11月5日 イベント）
- ゆく鉄くる鉄 鉄道ラブラブアナウンサー大集合! 鉄道ニュース列島リレー号（リポーター：2023年12月29日）
- 第74回NHK紅白歌合戦[25]（中継リポーター：2023年12月31日）
- おはよう関西（中継リポーター：2024年4月16日、2024年12月25日）
- 歴史探偵ファンミーティング（司会：2024年6月22日 NHK大分放送局 イベント）
- 新幹線タイムマシン（タイムマシン助手：2024年10月2日）
- 衆院選開票速報 2024（2024年10月27日)
- 関西のニュース

松江放送局時代（2025年度 - ）
- さんいんスペシャル「宍道湖 鳥たちの楽園」（ナレーション：2025年5月23日)
- 歴史探偵「戦国の風雲児 尼子一族と山中鹿介」（探偵：2025年6月18日）
- さんいんスペシャル「荒波もともに 〜障害者就労支援の現場から〜」（ナレーション：2025年7月18日)